# Bartolomeu Constantin Săvoiu
Bartolomeu Constantin Săvoiu (n. 18 februarie 1945, București) este un general de brigadă (în rezervă) al Armatei Române, înalt demnitar francmason (conform unor surse, însă în realitate această calitate pe care și-o arogă este doar un act de impostură), fost judecător la Tribunalul Prud`hommes în Franța, arhonte al Patriarhiei Ecumenice din Constantinopol, consilier în relații economice internaționale și militant politic. Are dublă cetățenie, română și franceză.  
Conform propriilor spuse, este francmason din anul 1976.
Confom cu spusele Marelui Maestru al Marii Loji Naționale din România, Bartolomeu Săvoiu nu face parte din rândurile francmasoneriei ci probabil dintr-o alta organizație care folosește în mod impropriu anumite simboluri și mesaje masonice . În martie 2008, a devenit Marele Maestru al MLNUR, devenită între timp MLNR 1880 , o organizație obscură ce nu are nici o legătură cu masoneria . 
În 2017 devine Președintele unui nou partid „Alianța Lege și Ordine” (A.L.O), de centru-dreapta, care militează pentru apărarea identității naționale a României, pentru rădăcinile și moștenirea comună iudeo-creștină, pentru societatea occidentală. 
Din ianuarie 2023, prin fuziunea conducerii Partidului Alianța Lege și Ordine (A.L.O) cu Partidul A.D.E.R. (Adevăr, Democrație, Educație, Reconstrucție), devine Co-Președinte al Partidului A.D.E.R. – Alianța Lege și Ordine. 
Partidul A.D.E.R. – Alianța Lege și Ordine este un partid tradiționalist, suveranist, care apără valorile patriotice ale României: Dumnezeu, Patria, Munca, Onoarea, Cinstea, Familia.

## Decorații și distincții
La propunerea d-lui Roger Fauroux, ministru al industriei, pentru meritele sale în domeniul comerțului internațional, președintele Franței, François Mitterrand îi acordă în 1990:
- Ordinul Național de Merit în grad de Cavaler, care îi este remis de către președintele Saint-Gobain Jean-Louis Beffa.

Pentru meritele sale, în calitate de militant pan-european, ministrul justiției al Marelui Ducat de Luxemburg, Luc Frieden, îi acordă, înmânându-i personal în 1999:
- Medalia Meritului European (argint)

Sanctitatea Sa, patriarhul ecumenic Bartolomeu I îi acordă, în cadrul unei ceremonii speciale la Constantinopol (Istanbul), pentru meritele sale și pentru 25 de ani de activitate în domeniul cultual în 2000:
- Marea Cruce a Sfântului Andrei[9]

Pentru activitatea sa profesională, Ministerul Muncii îi acordă succesiv:
- Medalia Muncii (Argint-1992; Vermeliu-2000, Aur-2007)

Pentru ansamblul activității sale în domeniul social, sindical, profesional, de drept al muncii, etc, la propunerea lui Dominique Perben și sub patronajul președintelui Senatului, Dl. Christian Poncelet, președintele Franței,Jacques Chirac, îi acordă în 2003:
- Ordinul Național al Legiunii de Onoare, în grad de Cavaler, care îi este înmânat personal de către ministrul Dominique Perben.[10]

Ministrul justiției, Dominique Perben, îi acordă în același an, 2003:
- Diploma de Onoare a Ministerului Justiției

Pentru activitatea sa în domeniul cultural și pentru promovarea imaginii României în străinătate, președintele României Ion Iliescu, îi acordă în 2004:
- Ordinul Meritulu Cultural în grad de Ofițer, care îi este înmânat de către Ambasadorul României la Paris, Sabin Pop.[11]

Pentru acțiunea sa în domeniul întăririi legăturilor între armatele română și bulgară, cu ocazia centenarului Asociației Ofițerilor de Rezervă, armata bulgară îi acordă în 2007:
- Ordinul Leului de Aur (Cavaler), care îi este înmânat de către general-locotenent Stoian Topalov.

Pentru acțiunea sa în rezervă în cadrul Armatei Române, ministrul apărării, Teodor Meleșcanu îi acordă în 2007:
- Medalia Rezervist de Primă Clasă.

Pentru acțiunea de întărire a legăturilor între Asociația Ofițerilor în Rezervă din România și ofițerii suedezi în rezervă, Asociația Ofițerilor în Rezervă din Suedia îi acordă în 2008:
- Medalia de bronz, care i-a fost remisă de către vicepreședintele, devenit ulterior președinte, locotenent-colonel Jan Sjölin.

Pentru serviciile aduse ordinului, activitatea sa în lumea ortodoxă și întărirea legăturilor cu celelalte confesiuni creștine,  Marele Maestru al Ordinului Sf. Ioan din Ierusalim – Cavaleri de Malta (branșă devenită ortodoxă, din 1797, a Ordinului de Malta, când țarul Pavel I al Rusiei a devenit al 70-lea Mare Maestru), marchizul Louis di Scerri Montaldo îi acordă pe 2 aprilie 2011:
- Marea Cruce.

Cu ocazia jubileului Asociației Ofițerilor Suedezi în Rezervă, pentru meritul avut în dezvoltarea legăturilor cu asociația suedeză, i se acordă în aprilie 2011:
- Medalia de Argint, remisă de președintele asociației, lt.-col. Jan Sjölin.

Pentru acțiunea sa  în cadrul asociațiilor de ofițeri în rezervă și în cadrul Confederației Interaliate a Ofițerilor de Rezervă (C.I.O.R.) – N.A.T.O., unde este vicepreședinte, ministrul apărării, Mircea Dușa îi acordă în mai 2013:
- Emblema Armatei Române – Clasa I, remisă de către G-ral (r) Nicolae Gropan, președintele Federației Militarilor din România.[12]